# Rayadurg
Rayadurg è una suddivisione dell'India, classificata come municipality, di 54.127 abitanti, situata nel distretto di Anantapur, nello stato federato dell'Andhra Pradesh. In base al numero di abitanti la città rientra nella classe II (da 50.000 a 99.999 persone).

## Geografia fisica
La città è situata a 14° 41' 60 N e 76° 52' 0 E e ha un'altitudine di 543 m s.l.m..

## Società

### Evoluzione demografica
Al censimento del 2001 la popolazione di Rayadurg assommava a 54.127 persone, delle quali 27.428 maschi e 26.699 femmine. I bambini di età inferiore o uguale ai sei anni assommavano a 7.228, dei quali 3.652 maschi e 3.576 femmine. Infine, coloro che erano in grado di saper almeno leggere e scrivere erano 30.304, dei quali 17.814 maschi e 12.490 femmine.